# Intelmek
Az Intelmek, azaz Szent István király intelmei Imre herceghez a Corpus Juris Hungaricibe felvett első törvény, Szent István első törvénykönyve 1027-ből, a korszak legjelentősebb magyar irodalmi alkotása, Istvánnak fiához, a trónörökös Imre herceghez intézett Admonitiones (Intelmek) című latin nyelvű műve. Az alkotást századokon át a magyar történelmi alkotmány első alapvetéseként, a Corpus Juris Hungarici első törvényeként tisztelték. 

## Jellemzése
Az Intelmek tulajdonképpen nem törvény, mivel általános magatartási szabályokat nem tartalmaz (Márkus Dezső szavaival: „Az Intelmek nem törvény, hanem azokat a bizonytalan származású erkölcsi és kormányzati tanácsokat és intelmeket foglalja magában, amelyeket állítólag a király mint atya intézett fiához: Imre herczeghez.”). Műfaja az úgynevezett királytükör, a középkorban divatos didaktikus célú mű, mely a leendő uralkodóhoz fordulva tanácsokat ad az uralkodáshoz.

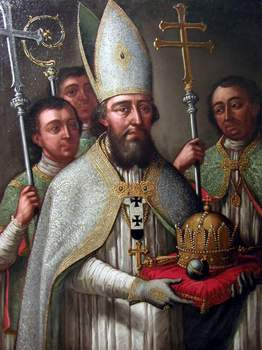
Az Intelmek (Admonitiones) latin nyelvű szövegét valószínűsíthetően Asrik, Asztrik (érsek) fogalmazta

A szöveget feltehetőleg valamely egyházi személy (valószínűsíthetően Asrik, Asztrik (érsek), Anasztáz) fogalmazta, azonban gondolati tartalma vélhetően istváni sugalmazású. Ismerték egymást, közös ügyük volt a keresztény állam alapítása és a magyarság megtérítése. Az Intelmek a középkor egyik gyakori műfajában íródott, amely királytükör néven a Karoling Birodalom felbomlása után vált népszerűvé. A királytükrök egyszerű, de annál nemesebb céllal íródtak; ezeket olvasva kellett az uralkodóknak megérteniük, hogy milyeneknek kell lenniük, azaz hogyan kell jó, igazságos, bölcs és erős  királlyá válni. Az írás tíz rövid fejezetből áll, erősen vallásos tartalommal és utalásokkal. A vallás szerepének fontosságát mi sem tükrözi jobban, mint hogy a tíz fejezetnek több mint a fele a keresztény hittel és egyházzal kapcsolatos kérdésekkel foglalkozik. A kor követelményének megfelelően emelkedett hangnemben, rímes latin prózában íródott, magyarul ezekkel a szavakkal indul: „Mélyen érzem, hogy valamit Isten az ő akaratából teremtett és bizonyos elevelátó végezéséből elrendelt, mind a kiterjedt mennyég boltjain, mind itt e széles földi téreken, mindent az okosság törvénye éltet és igazgat”.
Az idők során az eredetileg latin nyelven íródott szövegnek több fordítása is készült. A fentebbi idézet a Corpus Juris Hungarici 1896-os millenniumi kiadásából való, a fordítást Nagy Gyula készítette. A 20. században modernebb fordítások is készültek, a lentebbi idézetek egy ilyenből valók.
Az Intelmek között szereplő, az udvar fényét növelő idegenek befogadásáról, Vekerdi József így fogalmazott:
(...)ha kellő figyelemmel olvassuk és fordítjuk az Intelmek latin szövegét, arra a megállapításra jutunk, hogy a Szent István-i állameszme nem az ország etnikai felhígítását és külföldi szokások szolgai átvételét jelenti, hanem ellenkezőleg: a nemzeti hagyományok őrzését, és a külföld hódító szándéka elleni védekezést.
Kristó Gyula pedig így ír István király udvarába özönlő idegenekről:
A nagyobbik István-legenda szerint István kérésére „áldozópapok és egyéb egyházi személyek egymás után hagyták ott szokott helyüket, hogy zarándokútra keljenek, az apátok és szerzetesek nem kívántak maguknak semmi tulajdont, csak hogy egy ilyen vallásos fejedelem oltalma alatt, regulájuk szerint élhessenek”. A kisebbik István-legenda tömören ezt írta: István „király életmódjáról hallva nem kevesen a világ más részeiről is hozzája özönlöttek”. Bár az idézett források elsősorban egyháziakról tesznek említést, semmi kétség nem fér hozzá, hogy világiak is érkeztek István alatt Magyarországra.

## Jelölési problémák
I. István ránk maradt szövegeinek a jelölése nem egyértelmű. Az 1896-os Corpus Juris Hungarici az Intelmeket „Szent István Király Dekrétomainak Első Könyvé”-nek nevezi, a többi törvényt pedig együtt „Szent István Király Dekrétomainak Második Könyvé”-nek. Az újabb fordítások az utóbbit két részre bontva I. és II. törvénykönyvről beszélnek. Ennek oka, hogy a modern jog- és történettudomány nem tartja törvénynek az Intelmeket, valamint, hogy megállapították, a korábban a Második Könyvbe foglalt törvények valójában két különböző időpontból valók. Első része 1000 után, második része 1030-1038 között (egyes vélemények szerint 1009 körül) születhetett.
Mivel a szerzők és a kiadványok nem jelzik, hogy a jelölés hagyományos, vagy ennél újabb, ezért az egyes törvénykönyvek és a beléjük foglalt jogi rendelkezések (fejezetek) azonosítása nehézségekbe ütközik.

## Fejezetei
Az Intelmek 10 fejezetből áll:
I. A katolikus hit megőrzéséről
 "Minthogy a királyi méltóság rangját csakis a hívők és a katolikus hitet vallók nyerhetik el, ezért parancsainkban a szent hitet tesszük az első helyre."
 István az apostoli hit őrzésére, az alattvalóknak való példamutatásra, az eretnekségről való elfordulása szólítja fel fiát. Arra is figyelmezteti őt, hogy a hitet csakis jó cselekedetekkel lehet teljessé tenni.
II. Az egyházi rend becsben tartásáról
 "A királyi palotában a hit után az egyház foglalja el a második helyet, az egyház, melynek első ízben a mi fejünk, tudniillik Krisztus vetette el magját, majd az ő tagjai, vagyis az apostolok és szent atyák ültették át, meggyökereztették erősen, s elterjesztették az egész földkerekségen."
 A szentegyházat védelmezni kell naponta megújuló szorgalommal, hogy növekedjen és ne fogyatkozzon, hiszen aki az egyházat csorbítja, az Krisztus testét csonkítja, és ezért büntetést érdemel.
III. A főpapoknak kijáró tiszteletről
 "A királyi trón ékessége a főpapoknak rendje, ezért a királyi méltóságban ők kerülnek a harmadik helyre, kedves fiam, ők legyenek főembereid, úgy vigyázz a főpapokra, mint a szemed világára."
 Isten felkentjeit tiszteletnek és megbecsülésnek kell öveznie, nem lehet őket hamis vádakkal bemocskolni és nyilvánosság elé hurcolni, mert csak így lehet Istentől áldott az uralkodás. A bűnbe eső papokat négyszer kell emlékeztetniük vétkeikre, majd ha ezután sem hallgatnak, akkor kell jelenteni az egyháznak.
IV. A főemberek és vitézek tiszteletéről
 "Az uralom negyedik dísze a főemberek, ispánok, vitézek hűsége, erőssége, serénysége, szívessége és bizalma. Mert ők országod védőfalai, a gyengék oltalmazói, az ellenség pusztítói, a határok gyarapítói."
 Felhívja Imre figyelmét arra, hogy a főemberek és vitézek, katonák nem hajthatók szolgasorba. Békével kell uralkodni, mert a gőg bárkit letaszíthat a trónról, és a vitézek ereje is megfoszthat trónjától egy gyűlölködő királyt.
V. Az igaz ítélet és a türelem gyakorlásáról
 "A türelem és az igaz ítélet gyakorlása a királyi korona ötödik cifrázása."
 Az apró ügyek feletti ítélkezés a bírák feladata, a nagyszabású ügyekben azonban türelemmel és irgalommal kell ítélkezni.
VI. A vendégek befogadásáról és gyámolításáról
 Bollók János fordításában: „Az egyetlen nyelvet és egyetlen szokásrendet ismerő királyi hatalom (környezet, kormányzat) gyenge, törékeny.”
 István Róma példáját hozza fel, aki azáltal vált dicsőbbé, mert "sok nemes és bölcs áradt hozzájuk különb-különb tájakról". Az idegenek különböző nyelveket, szokásokat és fegyvereket hoztak magukkal és ezzel elrettentették az ellenséget és emelték az udvar fényét. Ezért István arra ösztönzi fiát, hogy gyámolítsa az udvarába érkező jövevényeket …"Mert az egy nyelvű és egy szokású királyság gyenge és esendő. Ennélfogva megparancsolom neked fiam, hogy a jövevényeket jóakaratúan gyámolítsd és becsben tartsad, hogy nálad szívesebben tartózkodjanak, mintsem másutt lakjanak.".
VII. A tanács súlyáról
 "A királyi emelvényen a tanács a hetedik helyre tart igény. A tanács állít királyokat, dönt el királyi sorsokat, védelmezi a hazát, csendesíti a csatát, győzelmeket ő arat, kerget támadó hadat, behívja a barátokat, városokat ő rakat, és ő ront le ellenséges várakat."
 Figyelmezteti Imrét, hogy a tanácsnak nagy hatalma van, ezért csak a legbölcsebb és legtekintélyesebb emberekből lehet összeállítani. Ifjaknak is helyet ad a tanácsban, de az ő javaslataikat felül kell vizsgálni a bölcsekkel.
VIII. A fiak kövessék az elődöket
 "Őseink követése foglalja el a királyi méltóságban a nyolcadik helyet. A legnagyobb királyi ékesség, az én tudásom szerint, a királyelődök után járni, a szülőket utánozni."
 Az isteni törvényeket veti az meg, ki őseit veszi semmibe. István az engedetlenséget a pestishez hasonlítja, és felszólítja fiát, hogy sohase veszítse szem elől az általa hozott törvényeket és feltétel nélkül kövesse szokásait.
IX. Az imádság megtartásáról
 "Az imádság megtartása a királyi üdvösség legnagyobb járuléka, ezért a királyi méltóság kilencedik regulájában pendül meg. A folytonos imádkozás: a bűnöktől megtisztulás és feloldozás."
 Az ősi imákat ajánlja Imre figyelmébe, mert csak ezek által válhat nagy királlyá. Inti továbbá, hogy imádkozzon a tétlenség, a tudatlanság ellen és az erény elnyerésért, valamint azért, hogy legyőzhesse ellenségeit, és békében élhessen.
X. A kegyességről és irgalmasságról, valamint a többi erényről
 "Az erények mértéke teszi teljessé a királyok koronáját, és a parancsok közt a tizedik. Mert az erények ura a Királyok Királya, miként égi serege áll kereken tíz karból, úgy életed vitele kerekedjék ki tíz parancsból. "
 Kéri, megparancsolja fiának, hogy gyakorolja a kegyességet, az irgalmasságot, a türelmet, az erőt, az alázatosságot, a mértékletességet, a szerénységet, a becsületességet és szemérmességet.